# Канікаттіні-Баньї
Канікаттіні-Баньї (італ. Canicattini Bagni, сиц. Janiattini) — муніципалітет в Італії, у регіоні Сицилія,  провінція Сиракуза.
Канікаттіні-Баньї розташоване на відстані близько 590 км на південь від Рима, 195 км на південний схід від Палермо, 20 км на захід від Сиракузи.
Населення — 7124 особи (2014).

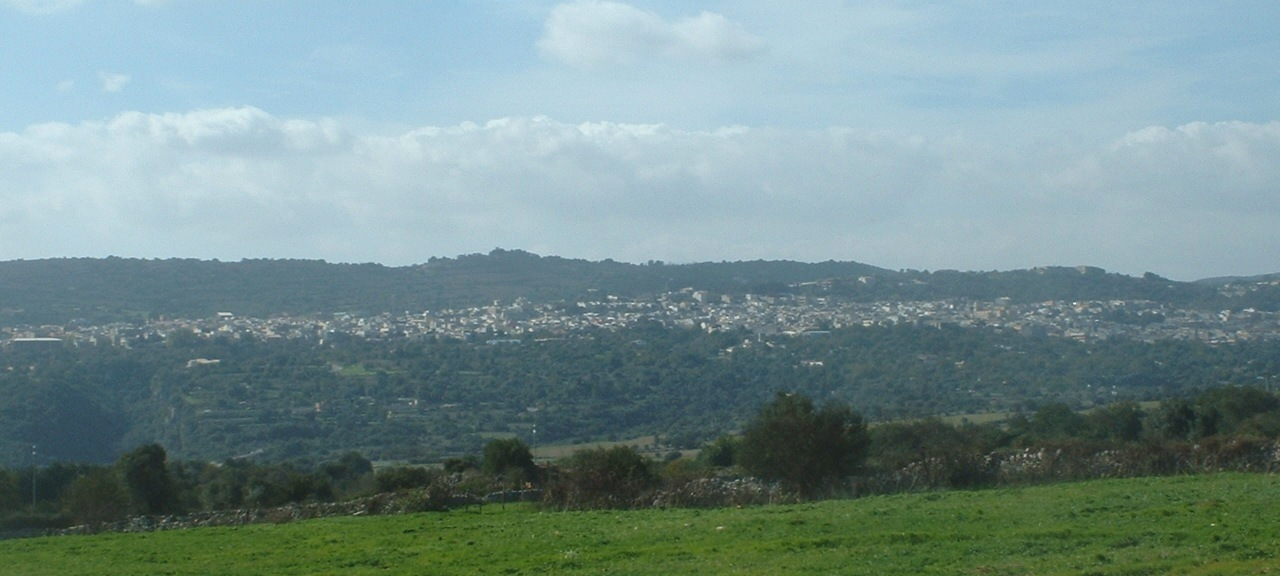

Щорічний фестиваль відбувається 29 вересня. Покровитель — святий Архангел Михаїл.

## Демографія
Населення за роками:

Станом на 1 січня 2023 року в муніципалітеті офіційно проживало 218 іноземців з 37 країн, серед них 82 громадяни країн Євросоюзу та 5 громадян України.

## Сусідні муніципалітети
- Ното
- Сиракуза